# Australian Open
Az Australian Open a Grand Slam-sorozatba tartozó tenisztorna, mely minden év elején (legtöbbször január második felében) zajlik az ausztráliai Melbourne-ben. A kialakult rend szerint ez az év első Grand Slam-versenye.

## Története
Először 1905-ben rendezték meg, női versenyeket 1922 óta tartanak. Eleinte (akárcsak a Grand Slam-sorozat többi tornájának első időszakában) amatőr játékosok számára hirdették meg a versenyt. Ekkor Australian Championship vagyis ausztrál bajnokság volt a neve, s ezt 1968-ig meg is tartotta. Eredetileg füves pályán zajlott, az első helyszín Kooyong volt, Melbourne délkeleti határában. A torna helyszíne sokszor változott: legtöbbször (54-szer) Melbourne, 17-szer Sydney, 14-szer Adelaide, 8-szor Brisbane, kétszer Perth volt a rendező város. Kétszer (1906, 1912) Ausztrálián kívül, Új-Zélandon rendezték meg a tornát. Az 1980-as évekig nem tudott olyan jelentőségre szert tenni, mint a másik három nagy torna, azután azonban, hogy  a helyszín és a pálya borítása is megváltozott, egyenrangúvá lett velük. A Melbourne Parkban kemény, betonborítású pályán rendezik a tornát, s ez a helyszín földrajzilag is kedvezőbb, hiszen a város üzleti központja mellett található, így látogatottabb is.
Mint a Grand Slam-tornákon mindig, itt is férfi és női egyéni és páros versenyt, valamint vegyes páros tornát rendeznek. A fő versenyekkel párhuzamosan junior és szenior torna is zajlik (vagyis ifjúsági és veterán mérkőzések színesítik a programot).
1977-ben két ausztrál bajnokságot is rendeztek: januárban az elsőt, decemberben a másikat. Ebben az évben álltak át ugyanis a szervezők a decemberi versenyekre. Tíz évig tartották az év utolsó hónapjában a tornát, akkor került vissza az időpont januárra. Így 1986-ban nem volt Australian Open, 1987 januárjában rendezték a következőt.

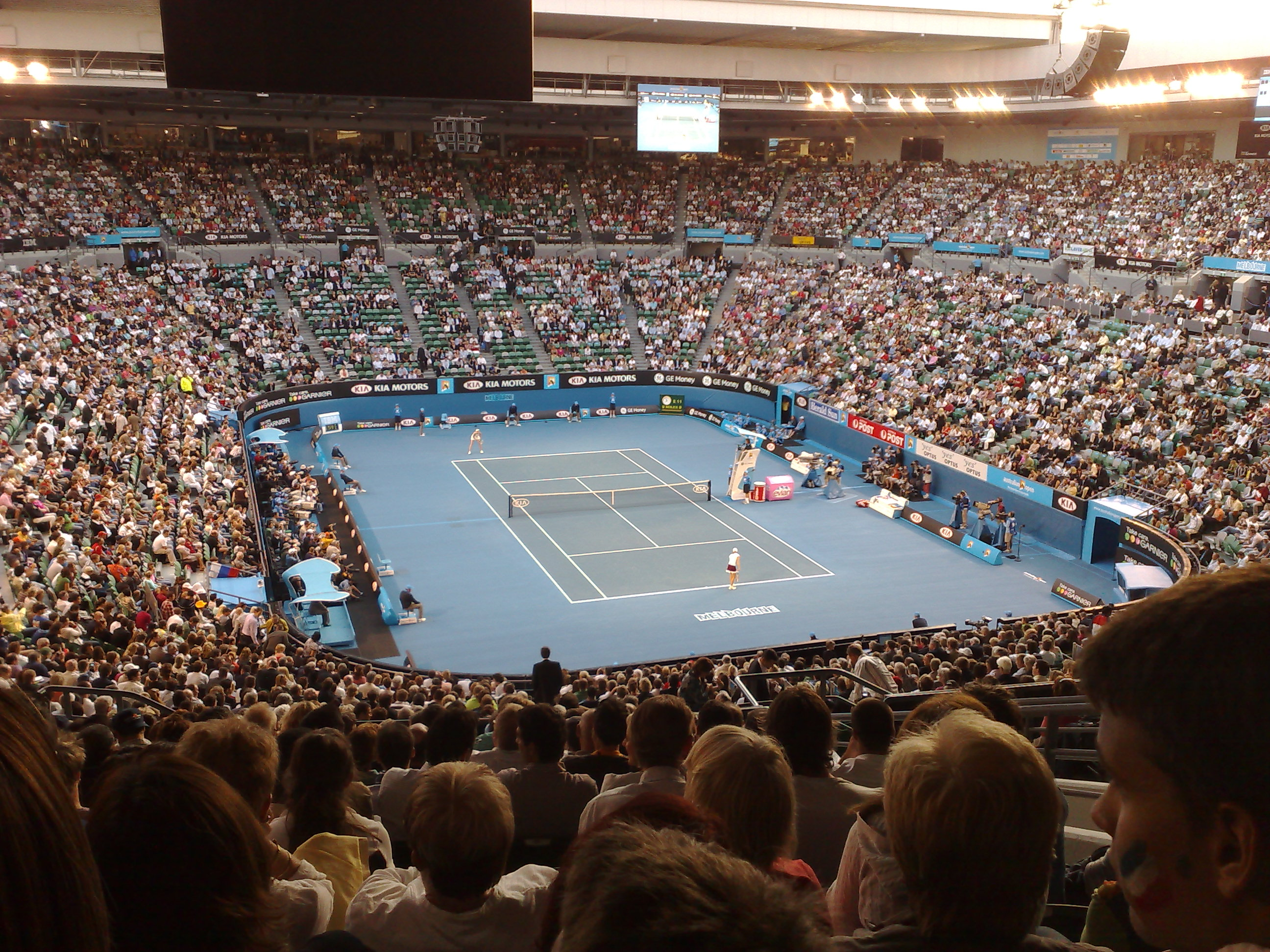
A Rod Laver Arena, az Australian Open centerstadionja

A két legfontosabb pályának, a Rod Laver Arenának és a Hisense (régebben Vodafone) Arenának zárható teteje van, így eső esetén sem kell a mérkőzéseket félbeszakítani vagy elhalasztani. Az Australian Open (akár csak a többi Grand Slam) ennek ellenére szabadtéri tornának számít.

## Rekordok
1925 óta a legtöbb győzelem a férfiaknál:
- Összesen: Adrian Quist (Ausztrália), 13
- Egyéni: Novak Đoković (Szerbia) 7
- Egyéni sorozatban: Roy Emerson (Ausztrália), 5 (1963–1967)
- Páros: Adrian Quist (Ausztrália), 10

1925 óta a legtöbb győzelem a nőknél:
- Összesen: Margaret Court (Ausztrália), 21
- Egyéni: Margaret SCourt (Ausztrália), 11
- Egyéni sorozatban: Margaret Court (Ausztrália), 7 (1960–1966)
- Páros: Thelma Long (Ausztrália), 12

További rekordok
- A legutóbbi ausztrál férfi egyéni bajnok: Mark Edmondson (1976)
- A legutóbbi ausztrál női egyéni bajnok: Christine O′Neill (1978)
- A legfiatalabb férfi egyéni győztes: Ken Rosewall (1953) 18 éves és két hónaposként
- A legfiatalabb női egyéni győztes: Martina Hingis (1997) 16 éves és három hónaposként
- Az egész torna során szett elvesztése nélkül diadalmaskodó férfi egyéni győztes: Ken Rosewall (1971), Roger Federer (2007)

## Díjak
- A női egyéni verseny győztesének járó kupa a Daphne Akhurst Memorial Cup
- A férfi egyéni verseny győztesének járó kupa a Norman Brookes Challenge Cup

## Bajnokok, döntők
- Australian Open-bajnokok listája
- Az Australian Open férfi egyes döntői
- Az Australian Open női egyes döntői
- Az Australian Open férfi páros döntői
- Az Australian Open női páros döntői
- Az Australian Open vegyes páros döntői